# Festival de fotografia

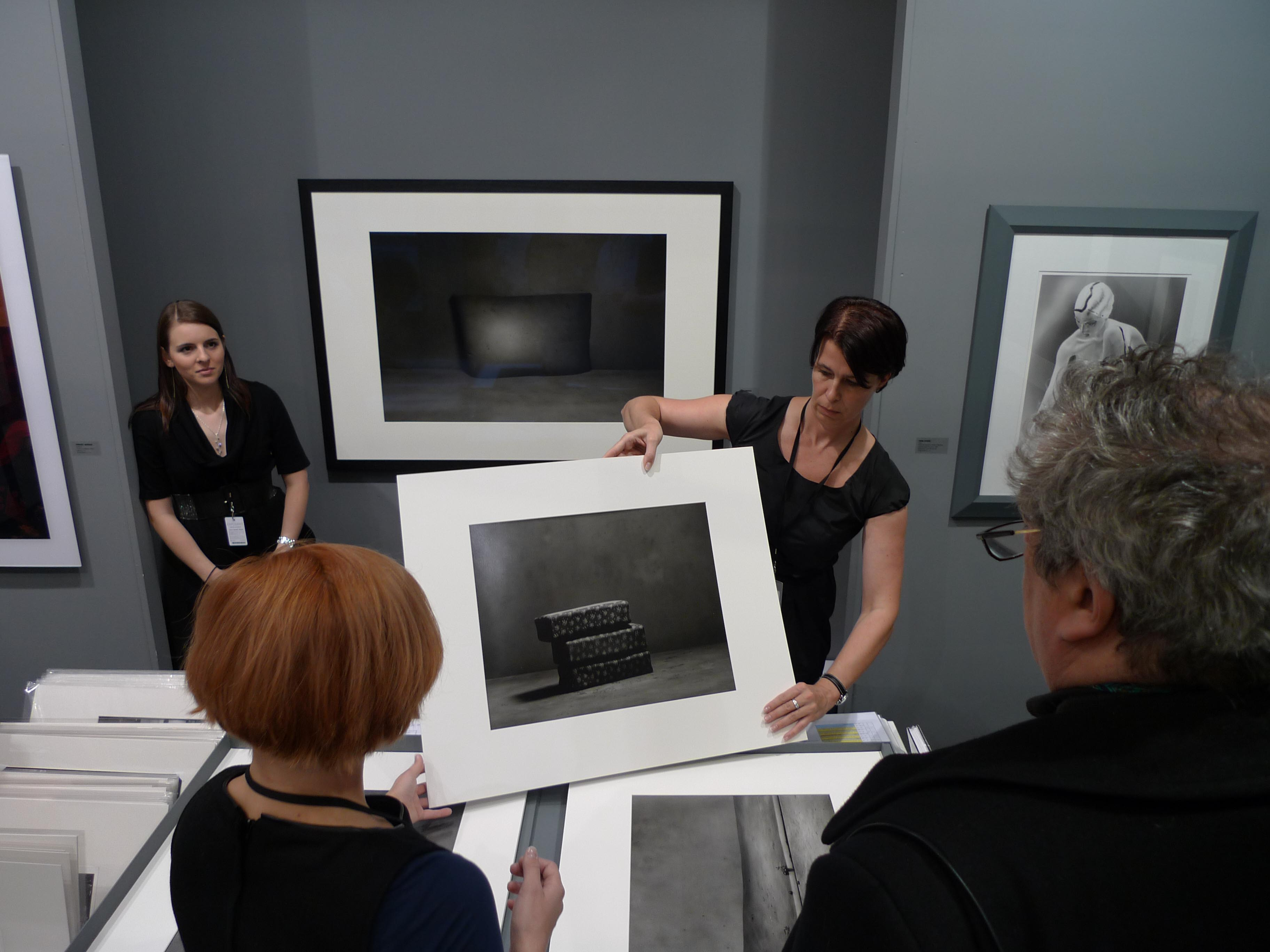
Presentació a Paris Photo 2012.

Un festival de fotografia és un esdeveniment artístic que té lloc durant un o més dies i durant el qual s'organitza una sèrie d'exposicions de fotografies en diferents llocs de la mateixa ciutat o regió, en museus, galeries o en espais inusuals, tals com a esglésies, antigues fàbriques o a l'aire lliure. Algunes d'aquestes àrees només estan obertes al públic durant el festival. A més de les exposicions, durant l'esdeveniment també s'hi fan conferències, debats, tallers o seminaris.
També poden oferir, a més, altres esdeveniments com projeccions nocturnes, signatures de llibres, debats amb experts, crítics i fotògrafs sobre el seu treball i les peces exposades. Les projeccions nocturnes de fotos poden anar acompanyades de concerts o actuacions.
Generalment, els festivals fotogràfics solen organitzar-se periòdicament (normalment de manera anual) i en la mateixa època de l'any.
Alguns festivals de fotografia rellevants són: la Biennal de Fotografia Xavier Miserachs (Palafrugell, Baix Empordà), DOCfield (a Barcelona), PHotoEspaña (amb seu a Madrid), Rencontres d'Arles (Arle, Provença), Visa pour l'Image (Perpinyà, Rosselló), o el desaparegut Emergent-Lleida.